# Bãi Vũng Mây
Bãi Vũng Mây hay bãi cạn Vũng Mây, bãi ngầm Vũng Mây (tiếng Anh: Rifleman Bank; tiếng Trung: 南薇滩; bính âm: Nánwēi tān, Hán-Việt: Nam Vi than) là một rạn san hô vòng ở phía nam Biển Đông. Việt Nam cho lắp đặt tại đây các cấu trúc thép có tên là nhà giàn DK1 và giao cho Tiểu đoàn DK1 trực thuộc Bộ Tư lệnh Vùng 2 Hải quân kiểm soát, đồng thời duy trì một hải đăng.
Việt Nam tuyên bố bãi Vũng Mây nằm trên thềm lục địa phía nam, không thuộc quần đảo Trường Sa và bác bỏ sự gán ghép bãi này vào quần đảo Trường Sa. Đài Loan và Trung Quốc quan niệm bãi này thuộc quần đảo Nam Sa, còn Brunei thể hiện bãi Vũng Mây trong bản đồ về thềm lục địa mở rộng của họ.

## Địa lý
Bãi Vũng Mây là bãi ngầm hoàn toàn chìm ngập dưới nước, cách đất liền Việt Nam 260 hải lý về phía đông nam, cách bãi Tư Chính 94 hải lý về phía đông, cách đảo Trường Sa 40 hải lý về phía nam, cách đảo An Bang 70 hải lý về phía tây và cách đảo Borneo 230 hải lý về phía tây bắc. Thực chất đây là một rạn san hô vòng, trải dài hơn 50 km theo trục đông bắc-tây nam từ 7°31'B đến 7°57'B, trải rộng 20 km theo trục tây-đông từ 111°32'Đ đến 111°46'Đ. Nếu quan sát từ không gian, phần mặt bằng rạn nhìn thấy được có vẻ rời rạc, chỉ chiếm diện tích 59,65 km², song nếu xét ở những độ sâu lớn hơn thì có thể vành san hô vẫn liền mạch. Nhiều bãi cạn trên vành san hô đã được đặt tên, chẳng hạn đá Ba Kè, bãi Đất, bãi Đinh, bãi Kim Phụng, bãi Đại Nội, bãi Ngự Bình,..., có độ sâu 3–11 m. Nơi nông nhất trong bãi Vũng Mây là đá Ba Kè, sâu 3,2 m. Bên trong vành san hô là vụng biển chiếm đến 661,74 km² diện tích.
| Bảng tên gọi và đặc điểm | Bảng tên gọi và đặc điểm | Bảng tên gọi và đặc điểm | Bảng tên gọi và đặc điểm     | Bảng tên gọi và đặc điểm                       | Bảng tên gọi và đặc điểm |
| STT                      | Tên tiếng Việt           | Tên tiếng Anh            | Tên tiếng Trung              | Tọa độ                                         | Độ sâu (m)               |
| ------------------------ | ------------------------ | ------------------------ | ---------------------------- | ---------------------------------------------- | ------------------------ |
| 1                        | Đá Ba Kè                 | Bombay Castle            | 蓬勃堡 (Bồng Bột Bảo)        | 07°56′11″B 111°43′5″Đ / 7,93639°B 111,71806°Đ  | 3                        |
| 2                        | Bãi Đất                  | Orleana Shoal            | 奥南暗沙 (Áo Nam ám sa)      | 07°44′7″B 111°45′10″Đ / 7,73528°B 111,75278°Đ  | 8,2                      |
| 3                        | Bãi Kim Phụng            | chưa rõ                  | chưa rõ                      | 07°38′4″B 111°40′45″Đ / 7,63444°B 111,67917°Đ  |                          |
| 4                        | Bãi Đại Nội              | chưa rõ                  | chưa rõ                      | 07°34′34″B 111°37′2″Đ / 7,57611°B 111,61722°Đ  |                          |
| 5                        | Bãi Đinh                 | Kingston Shoal           | 金盾暗沙 (Kim Thuẫn ám sa)   | 07°33′21″B 111°33′14″Đ / 7,55583°B 111,55389°Đ | 11                       |
| 6                        | Bãi Ngự Bình             | chưa rõ                  | chưa rõ                      | 07°39′5″B 111°33′5″Đ / 7,65139°B 111,55139°Đ   |                          |
| 7                        | Chưa rõ                  | Johnson Patch            | 常骏暗沙 (Thường Tuấn ám sa) | 07°53′4″B 111°36′40″Đ / 7,88444°B 111,61111°Đ  | 7,3                      |

## Hoạt động của con người
Về mặt hành chính, bãi Vũng Mây thuộc phạm vi quản hạt của tỉnh Bà Rịa – Vũng Tàu. Việt Nam cho dựng lên các cấu trúc thép gọi là nhà giàn DK1 kể từ năm 1989, giao nhiệm vụ chốt giữ cho Tiểu đoàn DK1, vốn lúc đầu thuộc Lữ đoàn 171 Hải quân Nhân dân Việt Nam, về sau trực thuộc Bộ Tư lệnh Vùng 2 Hải quân. Sau này, mẫu nhà giàn được thiết kế lại, rộng rãi và vững chắc hơn, có kết cấu liên hoàn theo mẫu giàn khoan nước sâu. Hiện nay, có ba nhà giàn đang hoạt động tại ba địa điểm là đá bãi Đất, bãi Kim Phụng và bãi Đinh.
- Nhà giàn DK1/9 (tức nhà giàn Ba Kè B hay Ba Kè 2): hoàn thành ngày 22 tháng 8 năm 1993; cách đá Ba Kè khoảng 10 km về phía Nam
- Nhà giàn DK1/20 (tức nhà giàn Ba Kè C hay Ba Kè 3): hoàn thành ngày 13 tháng 8 năm 1998; năm ở bãi Kim Phụng.
- Nhà giàn DK1/21 (tức nhà giàn Ba Kè D hay Ba Kè 4): hoàn thành ngày 19 tháng 8 năm 1998, là nơi đặt hải đăng Ba Kè, nằm ở bãi Đinh.

Riêng nhà giàn DK1/4 (tức nhà giàn Ba Kè A hay Ba Kè 1) được hoàn thành ngày 16 tháng 6 năm 1989 nhưng đã bị bão phá hủy vào đêm 4 tháng 12 năm 1990.

## Các yêu sách

### Nội dung yêu sách
Việt Nam
Việt Nam cho rằng, căn cứ Điều 60 Công ước Liên Hợp Quốc về Luật biển năm 1982 (UNCLOS 1982) quy định về các đảo nhân tạo, thiết bị và công trình trong vùng đặc quyền kinh tế và Điều 80 quy định về các đảo nhân tạo, thiết bị và công trình ở thềm lục địa, Việt Nam có đặc quyền tiến hành xây dựng, cho phép và quy định việc xây dựng, khai thác và sử dụng đảo nhân tạo, các thiết bị và công trình dùng vào mục đích được trù định ở Điều 56 của UNCLOS 1982 hoặc các mục đích kinh tế khác trong vùng đặc quyền kinh tế và thềm lục địa. Việt Nam tuyên bố không cố ý biến các bãi ngầm ở thềm lục địa phía nam nước này [trong đó có bãi Vũng Mây] thành đảo nổi và không gán ghép chúng vào quần đảo Trường Sa, đồng thời bác bỏ sự gán ghép này.
Trung Quốc
Năm 1935, Trung Hoa Dân Quốc xuất bản "Biểu đối chiếu tên gọi Hoa-Anh các đảo thuộc Nam Hải Trung Quốc", trong đó phiên âm tên tiếng Anh Rifleman sang tiếng Trung là 來福門灘 (bãi Lai Phúc Môn). Năm 1947, Bộ Nội vụ Trung Hoa Dân Quốc đổi tên tiếng Trung của bãi này thành 南薇灘 (bãi Nam Vi). Tên gọi Nam Vi được Cộng hòa Nhân dân Trung Hoa (Trung Quốc) tiếp tục công nhận và sử dụng từ năm 1983. Trung Quốc xem bãi Vũng Mây là một phần của quần đảo Nam Sa, đồng thời xem quần đảo Nam Sa là bộ phận lãnh thổ bất khả phân của Trung Quốc.
Brunei
Bản đồ do Brunei xuất bản năm 1988 thể hiện rằng thềm lục địa mở rộng 350 hải lý của nước này bao trùm bãi Vũng Mây. Đòi hỏi của Brunei được nhận xét là không phù hợp với UNCLOS do thềm lục địa nước này bị máng biển Đông Palawan làm gián đoán sự kéo dài tự nhiên.

### Công pháp quốc tế
- Khác với đảo, thực thể chìm ngập dưới biển không phải là đối tượng để các quốc gia tuyên bố chủ quyền một cách riêng rẽ, trừ khi chứng minh được chúng nằm trong vùng nước lịch sử hoặc nằm trong vùng đặc quyền kinh tế của thực thể khác.[17][18][19]
- Thềm lục địa không phải là bộ phận của lãnh thổ quốc gia, nói cách khác quốc gia ven biển không có chủ quyền đối với thềm lục địa.[20] Theo Điều 77 UNCLOS 1982, quốc gia ven biển chỉ thực hiện các quyền thuộc chủ quyền về mặt thăm dò và khai thác tài nguyên thiên nhiên của mình. Việc quốc gia ven biển thực thi quyền chủ quyền không được gây thiệt hại đến hàng hải hay các quyền và các tự do khác của các quốc gia khác đã được UNCLOS thừa nhận. Theo Điều 79 UNCLOS 1982, các quốc gia khác có quyền lắp đặt dây cáp và ống dẫn ngầm ở thềm lục địa nhưng cần được sự thỏa thuận của quốc gia ven biển.[21]